# Jinshiqiao
Jinshiqiao (kinesiska: 金石桥, 金石桥镇) är en köpinghuvudort i Kina. Den ligger i provinsen Hunan, i den södra delen av landet, omkring 210 kilometer väster om provinshuvudstaden Changsha. Antalet invånare är 61 419. Befolkningen består av 29 634 kvinnor och 31 785 män. Barn under 15 år utgör 24,0 %, vuxna 15-64 år 66 %, och äldre över 65 år 8,0 %.
Runt Jinshiqiao är det tätbefolkat, med 369 invånare per kvadratkilometer. Närmaste större samhälle är Yatian, 7,7 km öster om Jinshiqiao. I omgivningarna runt Jinshiqiao växer i huvudsak blandskog.
Genomsnittlig årsnederbörd är 1 921 millimeter. Den regnigaste månaden är maj, med i genomsnitt 308 mm nederbörd, och den torraste är december, med 52 mm nederbörd.